# IgA腎症
IgA腎症（アイジーエーじんしょう、英: IgA nephropathy）は、主に免疫グロブリンの一種であるIgAが免疫複合体を形成し、腎糸球体メサンギウム領域に沈着することを特徴とする疾患である。
1968年にフランスのベルジェらが提唱したことによりベルジェ病とも言われる。

## 疫学
好発年齢は10代後半から30年代前半であるが10歳未満でも50歳以上でも発症することもある。患者は男性に多く、数倍の性差が存在する。日本における慢性糸球体腎炎の30〜40%をIgA腎症が占める。この割合は、アジア太平洋地域、フランス・イタリアなどの南欧、北アメリカ、南アメリカの順に低くなる。治療中の患者数は国内で年間20,000〜30,000人と推計されており、特定疾患に指定されている。

## 臨床像
急性上気道感染症（風邪など）・消化管感染症や過労、寒冷暴露を伴った場合に、肉眼的血尿（コーラ色の血尿）が見られる。しかし実際には、初期段階は無症状であるため、学校健診や職場健診における検尿で顕微鏡的血尿を指摘されて偶然に発見されることが最も多い（このような蛋白尿・血尿をチャンス蛋白尿・チャンス血尿と呼ぶ。チャンスは「偶然」の意）。病態の進行・悪化速度は個人により実にさまざまであり、約4割の人が数年から数十年で末期腎不全に至るとされる。この過程で、高血圧や血液検査異常（尿素窒素・クレアチニンの上昇）が出現するので、これらを検診などで指摘されて初めてIgA腎症と診断されることもある。なお、経過中にネフローゼ症候群を呈することは稀である。

## 病因・機序
- 詳しいことは不明であり、今後の研究成果が期待される。病因として有力なものは、食物やウイルスを抗原とする免疫複合体の糸球体内沈着によって引き起こされるとする説である。機序としては、扁桃炎が反復することにより陰窩上皮が破壊され、これを抗原として認識したリンパ球がIgA抗体を産生すると考えられている。IgAサブクラス1の抗体ヒンジ領域の糖鎖異常を示唆する実験結果もある。また、IgA腎症の一部では明らかな家族内発症が見られることから、遺伝因子の関与も疑われる。レニン・アンギオテンシン系遺伝子やIgAクラススイッチ制御遺伝子の多型が本疾患の発症・進行に関与するとして注目されているものの、確定的な証拠は依然得られていない。

## 病期分類
国内では、腎生検の所見により4群に分類され、予後の予測と治療方針の決定に用いられる。経過中に他の群に移行することがある。
1. 低リスク群：透析に至るリスクが少ないもの
2. 中等リスク群：透析に至るリスクが中程度あるもの
3. 高リスク群：透析に至るリスクが高いもの
4. 超高リスク群：5年以内に透析に至るリスクが高いもの

厚生省特定疾患進行性腎障害調査研究斑　社団法人日本腎臓学会　合同委員会『IgA腎症治療指針第3版』より引用

## 検査
経過や尿検査などからIgA腎症が疑われると、入院のうえで腎生検が行われ、その結果により診断が確定する。基本的に腎生検の病理診断以外に診断を確定できる検査所見はない。
1. 尿所見
  - 複数回の検尿を行い、尿定性（テープ試験）のみならず尿沈渣の鏡検を行う。
  - 持続的顕微鏡的血尿（5個/HPF以上）を必発所見とする。
  - 蛋白尿が間欠的あるいは持続的に見られる。
  - 急性上気道・消化管感染症や過労、寒冷暴露を伴った場合などには、肉眼的血尿（コーラ色の血尿）が見られる。
2. 腎生検
  - 光学顕微鏡での所見ではメサンギウム増殖性腎炎を呈している。
  - 蛍光抗体法での所見ではメサンギウム領域にIgAの顆粒状沈着が見られる。
  - 電子顕微鏡での所見ではパラメサンギウム領域を主とする高電子密度物質沈着が見られる。
3. 血液検査
  - 血清IgA高値は感度・特異度も低く、本症の診断や病勢評価に必須ではない。2000年に発表された国内の多施設共同研究によれば、血清IgA値315mg/dlが成人IgA腎症の診断基準として示唆されている。

## 診断
腎生検の結果に基づく。紫斑病性腎炎、肝硬変症、ループス腎炎などのIgA腎症と同様にメサンギウムにIgA沈着をきたす疾患とは、各疾患に特有の全身症状の有無や検査所見によって鑑別を行う。

## 治療
病期分類により治療手段は変化する。
生活指導上記の国内指針によれば、予後比較的不良群以降は過労は避け、妊娠・出産も避けることが望ましい。ただし、運動制限については賛否両論であり、過労が直接的に腎臓に悪影響を及ぼすデータはない。しかしながら、脱水状態を招くほどの激しい運動は腎機能の悪化につながることからやはり控えるべきである。また、妊娠分娩の結果は腎生検の結果よりも腎障害の程度により大きく異なり、中等度以上の腎機能が低下している場合には母体の将来的な腎不全悪化や妊娠中の合併症（妊娠高血圧症など）、生児の分娩率に影響が生じることから原則として勧められない。
食事療法低タンパク食療法も徹底度こそ施設間で異なるが、IgA腎症に限らず慢性腎臓病治療の一環として、広く行われている。また、カナダ、オーストラリアなどではフィッシュオイル（魚油）の服用が有効とされており、こうしたサプリメント摂取や成分中のω-3系と呼ばれる脂肪酸（DHA・EPAなど）の治療効果を支持する英語論文も散見されるが、国際的な評価は定まっていない。
薬物療法患者背景や病理所見を含めた検査結果などから総合的に検討される。治療の主体は副腎皮質ステロイド薬とACE阻害剤・ARBである。腎生検で糸球体メサンギウム基質の増加や間質の線維化が軽度なもの、腎機能が比較的保たれているもの、尿蛋白が陽性であるものは、ステロイドの効果が得られやすいとする論文が多い。ACE阻害薬を主体とした降圧薬による十分な血圧コントロールが腎障害の進展を遅らせるという臨床試験結果も数多い。ACE阻害薬＋ステロイド併用で、ACE阻害薬単独よりも腎機能予後が良好であったという報告がある。国内ではACE阻害薬以上にARBが消費されており、一部では両者の併用療法も行われている。このほか、ジピリダモール、塩酸ジラゼプ、ワーファリン、アザチオプリン、ミゾリビンなどを使うこともある。
扁桃摘出+ステロイドパルス療法急性上気道炎、とくに扁桃炎の反復によりIgA腎症が惹起されるという考えに基づいて、国内の一部施設で積極的に行われている。蛋白尿減少など臨床的寛解が認められるが長期的な評価はまだ定まっていない。

## 予後
一時期は予後良好の症例だと考えられていたが、1993年のフランス、日本におけるIgA腎症患者の予後20年の結果で40%前後が慢性糸球体腎炎を経て、末期腎不全に陥ると報告されたことにより予後の見直しが進められた。およその判断基準として、病院初診時の血清クレアチニンが高値であること、タンパク尿の陽性、高血圧の合併などは腎臓の良好な予後を示唆しない。また、腎生検で広範な糸球体の硬化と尿細管間質の障害がある場合も同様である。その一方で、肉眼的血尿を繰り返すだけの場合の予後は良好である。